# Rare & Unreleased Old School Hip Hop ’86–’87
Rare & Unreleased Old School Hip Hop ’86–’87 ist das zweite Kompilationsalbum des US-amerikanischen Rappers Grandmaster Caz. Es wurde 2006 über das Label Ol’ Skool Flava veröffentlicht und enthält 9 Lieder. Das Album ist eine Sammlung unveröffentlichter Songs aus früheren Tagen von Grandmaster Caz, der Großteil der Lieder wurde von Ced Gee produziert.

## Cover
Auf der rechten Seite des Covers ist ein Schwarzweißfoto von Grandmaster Caz zu sehen. Er trägt eine schwarze Mütze, eine ebenso schwarze Sonnenbrille und hat einen weißen Schal um seinen Hals geschlungen. Zudem trägt er einen weiteren Schal in tarnfarben. Er trägt außerdem eine Lederjacke. Auf der linken Seite steht „GRANDMASTER CAZ“ in Druckbuchstaben, vertikaler Ausrichtung und weißer Farbe.

## Titelliste
| #  | Titel                                               | Produzent     | Länge |
| -- | --------------------------------------------------- | ------------- | ----- |
| 1. | Now You Know                                        | Ced Gee       | 3:53  |
| 2. | Get Down GMC                                        | Ced Gee       | 5:08  |
| 3. | Mr. Nice Guy                                        | Ced Gee       | 3:17  |
| 4. | I’m Rich                                            | Ced Gee       | 2:47  |
| 5. | I’m Gonna Freak You                                 | Ced Gee       | 3:51  |
| 6. | A Girl Named Kim (45 King Remix)                    | Aaron Fuchs   | 4:36  |
| 7. | I’m What Is You’re What Wants to Be (45 King Remix) | Aaron Fuchs   | 4:45  |
| 8. | Good, Fresh, Down, Time                             | Aaron Fuchs   | 3:46  |
| 9. | Count Basey                                         | Patrick Adams | 6:03  |